# Pebibit
Pebibit (Pib), tidigare ofta tvetydigt kallad petabit (Pb) är en informationsenhet som motsvarar 1 125 899 906 842 624 (250 = 10245) bit. Namnet kommer av det binära prefixet pebi (Pi) och bit (b). Enheten ingår inte i internationella måttenhetssystemet, men sanktioneras av IEC.
Pebibit är relaterat till enheten petabit, som antingen definieras som en pebibit eller en biljard bit. Pebibit kan användas istället för petabit när man vill specificera 250 bit, för att undvika tvetydighet bland de olika värdena av petabit.